# Edward Wilmot Blyden

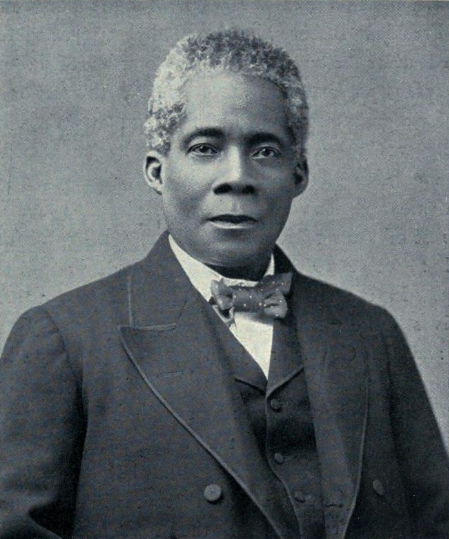
Edward Wilmot Blyden (1832-1912)

Edward Wilmot Blyden (Sankt Thomas, Deens-West-Indië 3 augustus 1832 - Freetown, Sierra Leone 7 februari 1912) was een Liberiaans onderwijskundige, schrijver, onderzoeker, diplomaat en staatsman van West-Indische afkomst.pp. 100vvp. 169 Hij geldt als de voorloper van de Panafrikanisten als Kwame Nkrumah en Marcus Garveyp. 108

## Biografie

### Achtergrond en opleiding
Edward Blyden werd geboren op 3 augustus 1832 op Sankt Thomas, Deens-West-Indië als zoon van Romeo, een kleermaker en Judith, een lerares, beiden geboren op Sint Eustatiuspp. 100-101p. 169 Blyden kreeg van hen zijn Nederlandse achternaam maar heeft altijd geclaimd dat hij een "pure neger" was en van Igbo afkomst. Hij groeide op in betrekkelijke weelde. Hij kreeg thuisonderwijs van zijn moeder, die hem ook vreemde talen leerde, waaronder Spaans.Ibid. Ook leerde hij Grieks en Latijn, verschillende Europese talen en Arabisch.p. 169 Tussen 1842 en 1844 woonde hij met zijn ouders in Venezuela, waar hij ervoer dat zwarten als tweederangs burgers werden behandeld en slechts in aanmerking kwamen voor de minste baantjes.p. 101 In 1850 verbleef hij korte tijd in de Verenigde Staten waar hij door de blanke Nederduits Gereformeerde dominee John Knox om theologie te gaan studeren aan het Rutgers' Theological Seminary in New Jersey. Zijn aanvraag werd echter afgewezen door het bestuur van het seminarie ondanks dat hij aan alle eisen voldeed om te worden toegelaten. Het bestuur liet echter doorschemeren dat zij hem afwezen vanwege zijn huidskleur.Ibid. Blyden overwoog hierna om terug te keren naar Sankt Thomas of zijn geluk te beproeven in Canada, maar besloot uiteindelijk te emigreren naar Liberia waar hij in januari 1851 arriveerde.Ibid.

### Loopbaan in Liberia
In Liberia haalde Blyden zijn schooldiploma aan de Alexander High School in Monrovia en wijdde zich daarna aan verschillende wetenschappelijke studies.Ibid. Zo leerde hij ook Hebreeuws.p. 104 In 1857 verscheen van zijn hand een wetenschappelijke studie waarin hij rassenongelijkheid op basis van de Bijbel als exegetisch onjuist bestempelde.Ibid. Blyden werd in 1855 redacteur bij de Liberian Herald en in 1858 werd hij Presbyteriaanse kerk en directeur van de Alexander High School. In 1862 werd hij benoemd tot hoogleraar aan het Liberia College, het eerste universitaire opleidingsinstituut in Liberia.p. 106 Hij doceerde er primair klassieke talen. Hij maakte in de tussentijd ook verschillende reizen door West-Afrika (de gebieden die nu bekend staan als Nigeria en Sierra Leone) en maakte er kennis met de gebruiken en zeden van de naturellen ("Natives") die hij gunstig beoordeelde. Ook polygamie, dat streng werd afgewezen door zowel de Europeanen als de Americo-Liberianen, werd door Blyden positief beoordeeld. Volgens hem klopten de stereotiepe beelden die de Europeanen, en in hun kielzog de Americo-Liberianen, niet en voorstellingen als zouden de Afrikanen primitief zijn, werden door hem van de hand gewezen. Hij kon vooral waardering opbrengen voor de Mandingo, die ook een eigen schrift kenden.pp. 106vv Blyden bezocht in de volgende jaren ook Egypte, Libanon en Syrië.
Als rondreizende diplomaat bezocht hij in 1862 de VS en hield er spreekbeurten in parochiezalen van zwarte kerken met als doel Afro-Amerikanen te bewegen om "terug te keren naar hun vaderland." De gedachten dat Afro-Amerikanen het beste af zouden zijn in Afrika, hun vaderland, wordt "Ethiopianisme" genoemd. De zogenaamde "Ethiopische beweging", waarvan Blyden in zijn tijd de voornaamste woordvoerder was, werd sterk beïnvloed door het Zionisme dat Joden ertoe wilde bewegen om zich weer te vestigen in het Heilig Land.Ibid. Blyden, een optimist, was er van overtuigd dat goedopgeleide zwarten de naturellen konden onderwijzen in het beste wat de westerse wereld hen te bieden had (taal, wetenschap e.d.) en er zou een grote West-Afrikaanse republiek kunnen ontstaan die als economische macht niet onder zou doen voor de VS en Europa.p. 108 Om te beginnen was het nodig dat de bevolking van Liberia voor deze ideeën moesten worden gewonnen. Blyden had een uitgesproken afkeer van de machthebbers in Liberia de behoorden tot de mulatten, Americo-Liberianen van gemengd blanke en zwarte afkomst. Zij behoorden volgens Blyden nergens echt toe, maar bleven zich maar identificeren met de blanke cultuur en deden er alles aan om hun zwarte achtergrond zoveel mogelijk te bagatelliseren.p. 109 Hij lijkt weinig op te hebben met mensen die niet raciaal puur waren: blanken en zwarten vormden voor hem geen probleem, maar mensen van gemengde afkomst waren vlees noch vis.Ibid. Blyden moedigde zwarten aan om zich in Liberia te vestigen, maar wilde immigranten van mulatten-afkomst. Ironisch genoeg was de vrouw van Blyden, Sarah Yates, een mulat, afkomstig uit de elite van het land. Hun huwelijk was echter niet gelukkig: volgens Blyden was zij een domme vrouw - volgens hem een kenmerk van mulatten - waarmee hij geen echte discussies kon voeren, laat staan over politiek praten. Hij had ook een afkeer van haar familie - zijn schoonfamilie.p. 114

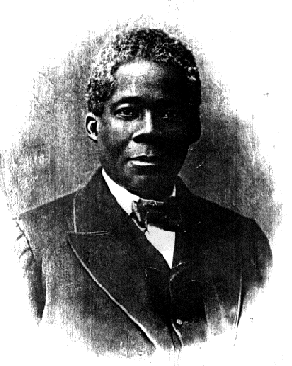
Edward Wilmot Blyden

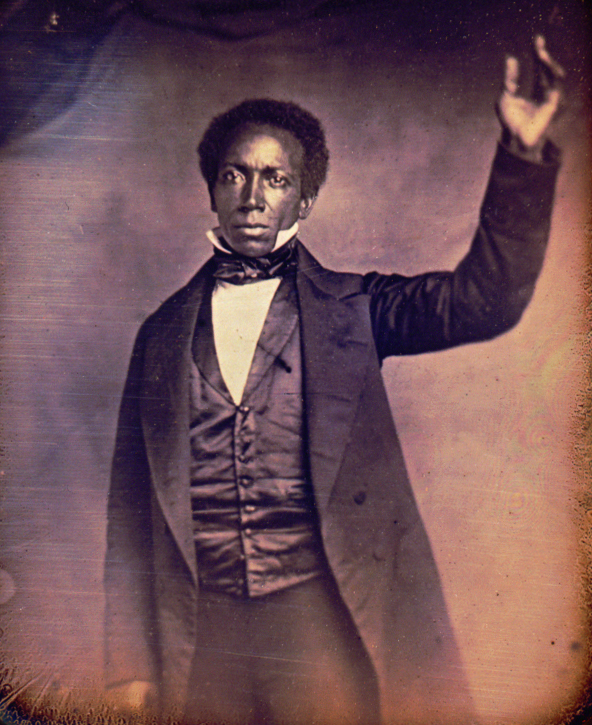
Edward James Roye

In 1869 was Blyden een van de oprichters van de True Whig Party die tot doel had een einde te maken aan de heerschappij van de mulatten die het land sinds de oprichting in 1847 regeerden. Blyden raakte bevriend met Edward Roye, een van de rijkste mannen van Liberia, geen mulat en net als Blyden voorstander van het breken van de macht van mulatten. In 1869 werd Edward Roye namens de True Whig Party gekozen tot president van Liberia.p. 113 Roye was de eerste zwarte president van het land. Blyden was een groot pleitbezorger van de politiek van Roye: op buitenlands gebied vrijhandel en op binnenlands gebied emancipatie van de zwarte Americo-Liberianen en een handreiking naar de autochtone bevolking in de binnenlanden. Het bestuur van Roye was echter van korte duur, een soort staatsgreep in oktober 1871 maakte een einde aan zijn bewind en Blyden zag zich genoodzaakt om Liberia te verlaten en zich te vestigen in Freetown, Sierra Leone, toentertijd een Britse kolonie.pp. 118vv Hij was oprichter en redacteur van de krant Negro en agent voor de Britten in de binnenlanden. In Sierra Leone leerde hij Anna Erskine kennen, een Afro-Amerikaanse, bij wie hij vijf kinderen kreeg.p. 114
Rond 1875 keerde Blyden naar Liberia terug en was tot 1877 hoogleraar en hoofd van Liberia College. Van 1877 tot 1878 was hij zaakgelastigde van Liberia in het Verenigd Koninkrijkpp. 297-298 en van 1880 tot 1884 was hij president van Liberia Collegep. 310 en van 1880 tot 1882 was hij minister van Binnenlandse Zaken. Nadien brak hij met de True Whig Party en bij de verkiezingen van 1885 was hij presidentskandidaat voor de Republican Party. Hij kreeg 872 stemmen, goed voor een stemaandeel van 37,75%. Hij werd echter ruimschoots verslagen door Hilary R.W. Johnson, de zittend president, behorende tot de True Whig Party.
In 1886 nam Blyden ontslag als predikant van de Presbyteriaanse kerk en werd, zoals hij het zelf omschreef: "Minister of Truth". Hoewel er geen bewijzen zijn dat hij brak met het Christendom, ging zijn interesse steeds meer uit naar de Islam. In 1887 publiceerde hij zijn belangrijkste werk: "Christianity, Islam and the Negro Race". Dit werk werd niet alleen gepubliceerd in Liberia zelf, maar ook in het buitenland, waar het goed werd ontvangen.p. 345 De Islam sloot volgens Blyden beter aan bij de levenswijze van de Afrikanen. Het boek werd door de Americo-Liberianen, protestantse Christenen in hart en nieren, met weinig sympathie ontvangen. Vanaf 1886 woonde Blyden afwisseld in Sierra Leone en Liberia.

### Latere jaren: langdurig verblijf in Sierra Leone

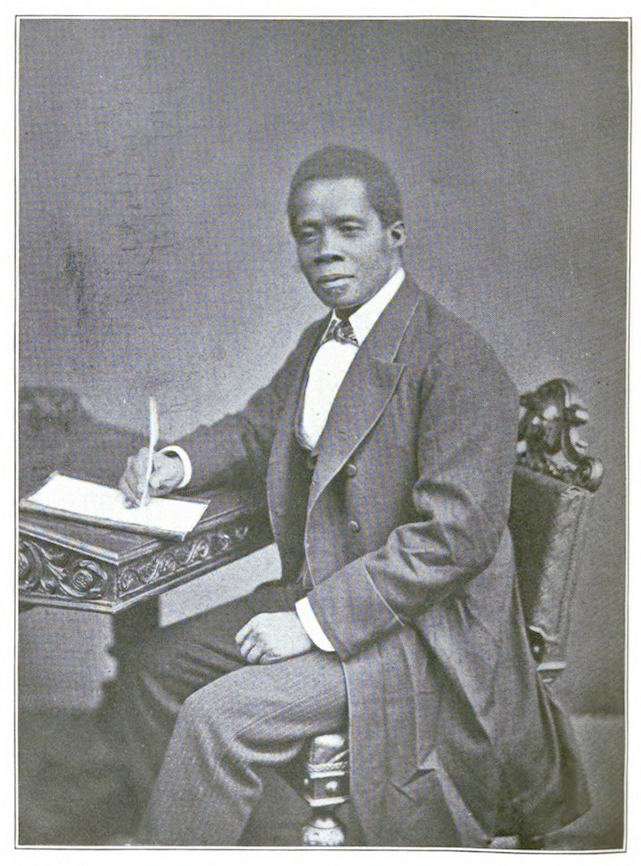
Blyden rond de eeuwwisseling.

Edward Blyden bezocht in 1890 en 1891 de Verenigde Staten en bezocht nadien Lagos, Nigeria. In 1895 bezocht hij opnieuw - ditmaal voor de laatste keer - de VS. Van 1898 tot 1899 verbleef hij in Sierra Leone als privéonderwijzer en van 1900 tot 1901 was hij weer enige tijd in Liberia, wederom in de rol van hoogleraar aan Liberia College. In 1901 vestigde hij zich wederom in Sierra Leone en was er tot 1906 werkzaam voor het Britse bestuur als directeur van een onderwijsinstituut voor moslims. Van juni tot september 1905 verbleef hij korte tijd in Parijs in de functie van gevolmachtigd minister van Liberia in Frankrijk en het VK. In 1906 ging hij met pensioen en woonde tot zijn overlijden op 7 februari 1912 in Freetown, Sierra Leone.

## Werken
- A Voice from Bleeding Africa (1856);
- Hope for Africa (1861);
- Liberia's Offering (1862);
- The Negro in Ancient History (1869);
- The West African University (1872);
- From West Africa to Palestine (1873);
- Christianity, Islam and the Negro Race (1887);
- The Jewish Question (1898);
- West Africa before Europe (1905);
- Africa Life and Customs (1908).